# 代本賈
代本賈是非洲中西部國家喀麥隆的村落，由西南省負責管轄，位於喀麥隆火山西南部，海拔高度36米，每年平均降雨量10,299毫米，是非洲降雨量第二多的地方，僅次於赤道畿內亞烏雷卡（10,450毫米）。